# Filarete
Filarete, nat Antonio di Pietro Averlino (o Averulino) (Florència, al voltant del 1400 - Roma?, 1469) fou un escultor, enginyer, arquitecte i teòric de l'Arquitectura del Renaixement. És també conegut com a Antonio Averlino. El sobrenom autoimposat Filarete significa Aquell que estima la virtut.

## Biografia
«Filarete», com és conegut universalment, va nàixer probablement a Florència i va començar la seua carrera artística en la mateixa ciutat, segurament al taller de Lorenzo Ghiberti. El papa Eugeni IV li va fer el seu primer encàrrec com a escultor, en el qual va invertir dotze anys de treball: les portes centrals de bronze per a la basílica de Sant Pere del Vaticà. Les va fer entre els anys 1433 i 1445. En aquesta obra Filarete esperava rivalitzar amb les grans portes de bronze de Ghiberti per al baptisteri de la catedral de Florència. En el segle següent, les portes de Filarete es van conservar quan es va enderrocar la vella basílica de Sant Pere i es van reinstal·lar en la nova.
Després va rebre diferents comandes per a mansions a Florència (1448) i Venècia per part de personatges d'anomenada, com ara Pere de Cosme de Mèdici.
Va deixar Roma per a treballar per a Francesco Sforza a Milà. Hi va construir l'Ospedale Maggiore (al voltant de 1456), que va ser planejat racionalment, com una creu dins d'un quadrat, amb l'església al centre del conjunt. Les seccions originals que han sobreviscut de l'estructura, molt reformada, mostren el contrast entre els detalls gòtics de les tradicions artesanals del Quattrocento i el disseny de Filarete all' antica (Murray 1963). També va treballar en el Castell Sforzesco, i en la catedral de Milà. Filarete va ser decisiu en el projecte urbanístic desenvolupat a Milà amb l'objectiu de modificar el caràcter medieval de la ciutat. Aquest plans i el seu Trattato d'architettura (Tractat d'arquitectura) en 25 volums, ratifiquen la seua importància en el marc de l'arquitectura del Renaixement.
Va acabar el seu Trattato d'architettura al voltant de 1465. Aquest text va gaudir d'una àmplia divulgació en manuscrit. Un manuscrit profusament il·lustrat del Trattato, el Codex Magliabechiano, de prop de 1465, dedicat a Pere de Mèdici i conservat a Florència, suggereix que Filarete havia perdut el favor de Milà poc després de completar aquest Trattato. L'estil que Filarete qualificava de «bàrbar estil modern» i que instava als lectors a què abandonaren, és l'estil gòtic del nord d'Itàlia. Gran part d'aquest tractat, compost en forma de diàleg entre el mecenes i el seu arquitecte és un relat detallat d'una ciutat imaginària i en certa manera màgica, Sforzinda, batejada així en honor del mecenes de Filarete.

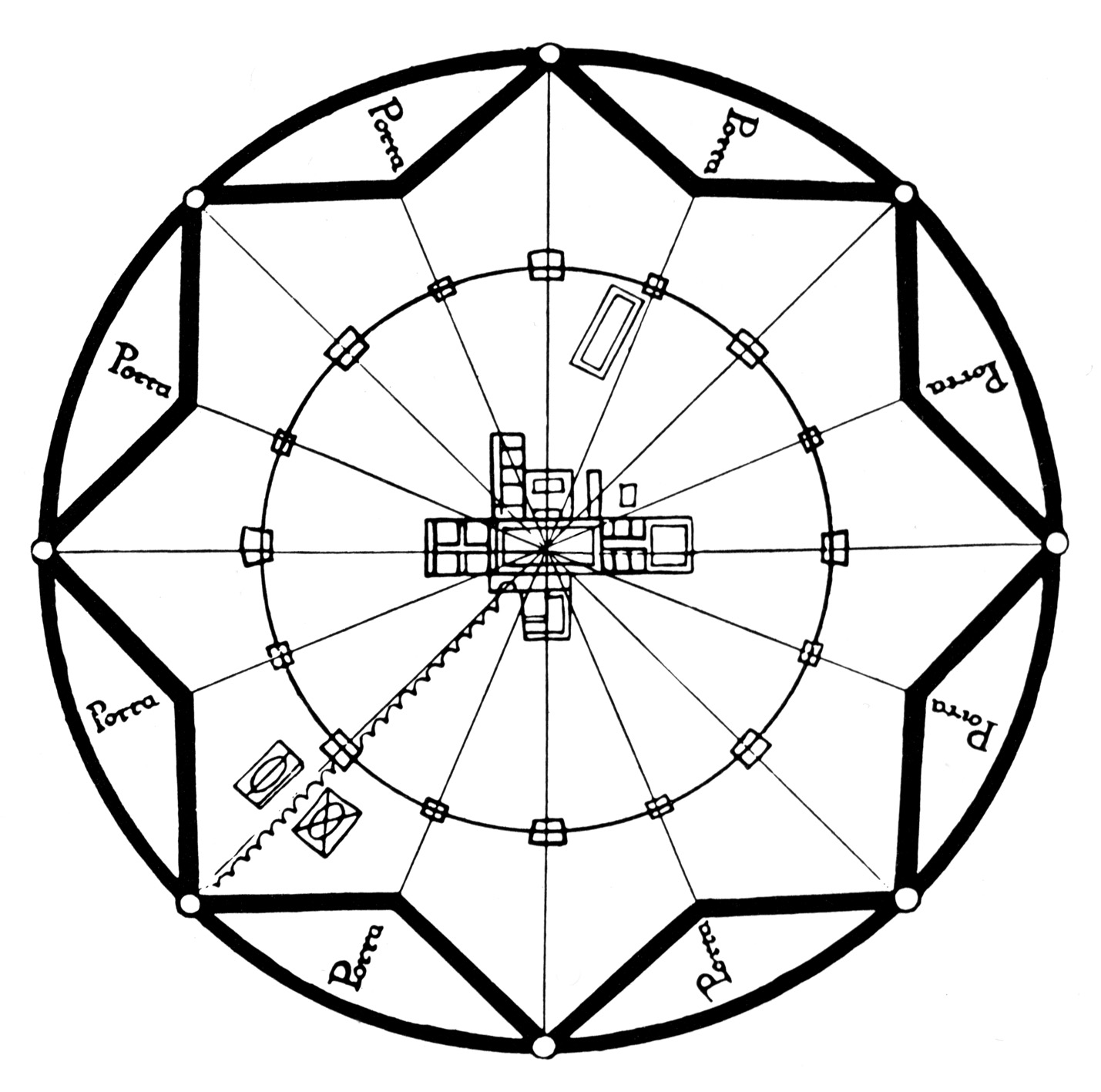
Plànol de la ciutat ideal de Sforzinda, 1457

La ciutat, que ell comparava amb un cos humà ideal, tenia la forma d'una estrella de vuit puntes, amb els murs inscrits dins d'un perfecte fossat circular. És el primer de molts plans de ciutats ideals amb forma d'estrella que van reaccionar contra els espais populosos i irracionals de la ciutat medieval. Vuit torres es col·loquen com a bastions en les puntes de l'estrella, i vuit portes són l'eixida d'avingudes radials, cada una de les quals passa per una plaça de mercat, especialitzats en diverses mercaderies. A altres carrers radials se situen les esglésies parroquials i els convents. Un sistema de canals connectats amb el riu i el món exterior, proporciona el mitjà de transport per a les mercaderies. Al centre de Sforzinda s'hi troba la piazza de forma rectangular, amb un stadio de llarg i mig stadio d'ample, amb la catedral i una torre sentinella.
Els edificis de Sforzinda i el seu decorat altament simbòlic es descriuen al Trattato de manera detallada; junt amb els càlculs astrològics requerits per a aconseguir l'harmonia de la ciutat; altres matèries perfectament pràctiques, com ara les fortificacions; a més del descobriment d'un Llibre Daurat que detallava els edificis de l'Antiguitat. L'entusiasme de Filarete per la novel·la cortesana tardogòtica, l'estil de la qual traspua el Trattato, no va quadrar amb el gust més racional segle XVI: Giorgio Vasari va menysprear el tractat de Filarete com «el més ridícul i potser el més estúpid llibre que s'haja escrit mai». La primera publicació del Trattato de Filarete va haver d'esperar que el manuscrit del Codex Magliabechiano fóra editat per W. Von Ottigen, l'any 1894.